# Emirates NBD
Emirates NBD Bank — второй крупнейший банк Объединённых Арабских Эмиратов после First Abu Dhabi Bank. Дочерние банки имеются в Турции (DenizBank) и Египте (Emirates NBD Egypt). Контрольный пакет акций принадлежит Инвестиционной корпорации Дубая (55,75 %), контролируемой правительством этого эмирата.
National Bank of Dubai (NBD, Национальный банк Дубая) был основан в 1963 году. В 2007 году он объединился с Emirates Bank International (EBI, Международным банком Эмиратов), образовав Emirates NBD Bank; в том же году его акции были размещены на фондовой бирже Дубая. В 2019 году был куплен турецкий DenizBank, сеть которого насчитывает 695 отделений в Турции и ещё 35 в Австрии, Германии, России и Бахрейне.
Активы банка на конец 2020 года составили 698 млрд дирхам ($190 млрд), из них 388 млрд пришлось на выданные кредиты, 101 млрд на наличные и балансы в центральных банках, 73 млрд на инвестиции (в том числе на 60 млрд гособлигаций). На ОАЭ пришлось 455 млрд активов, 45 млрд на другие страны Персидского залива, 198 млрд на другие регионы. Принятые депозиты составили 378 млрд дирхам.